# Чарлз Суини
Чарлз У. Суини (на английски: Charles Sweeney; 27 декември 1919 г. в Лоуъл, Масачузетс – 15 юли 2004 г. в Бостън, Масачузетс) е бригаден генерал от Военновъздушните сили на САЩ. Той е пилотирал бомбардировача B-29 Bockscar, от който е хвърлена атомната бомба „Дебелака“ върху японския град Нагасаки.

## Биография
Чарлз Суини се присъединява към Военновъздушния корпус на армията на САЩ (USAAC) като кадет на 28 април 1941 г. и получава пилотска квалификация през декември 1941 г. На 9 август 1945 г., в последните дни на Втората световна война, майор Суини пилотира бомбардировача Boeing B-29 Bockscar, от който е хвърлена атомната бомба над Нагасаки. Три дни по-рано първата атомна бомба „Малчугана“ е хвърлена над Хирошима. Суини придружава тази мисия като пилот на B-29 The Great Artiste, който е преоборудван за фотографски и наблюдателни цели. Атаката срещу Нагасаки отнема живота между 35 000 и 45 000 души, включително много цивилни. Действителният брой на смъртните случаи не може да бъде напълно реконструиран, но се смята, че е доста над 100 000, отчасти поради дългосрочните ефекти от радиацията. Около 60% от града е разрушен.
През ноември 1945 г. майор Суини и неговата ескадрила се завръща във военновъздушната база в Розуел, Ню Мексико. Там е, за да обучава екипажи за трета атомна мисия „Кръстопът“ на атола Бикини. На 28 юни 1946 г. той е освободен от активна служба с чин подполковник.
Суини е защитавал използването на атомни бомби през целия си живот, твърдейки, че те са сложили край на войната и са спасили стотици хиляди животи. Това мнение е спорно сред поддръжниците и противниците на атомните бомбардировки.
Суини е удостоен с множество отличия, включително Сребърна звезда. Пенсионира се на 27 декември 1979 г. с чин бригаден генерал. Почива на 15 юли 2004 г. в болницата „Масачузетс Грин Уест“ в Бостън.